# Hans Krahe
Hans Krahe, född 7 februari 1898 i Gelsenkirchen, död 25 juni 1965 i Tübingen, var en tysk språkvetare.
Krahe studerade jämförande språkvetenskap vid Jena universitet under ledning av professor Ferdinand Sommer. Han disputerade för doktorsgraden 1924 på avhandlingen Die alten balkan-illyrischen geographischen Namen och habiliterade sig 1928. Han var verksam som professor i indoeuropeisk språkvetenskap vid universiteten i Würzburg, Heidelberg och slutligen Tübingen.
I sin forskning intresserade sig Krahe speciellt för ortsnamn, särskilt illyriska sådana, samt för europeiska hydronymer (namn på vattendrag och sjöar). Han grundade ett arkiv för tyska hydronymer, Archiv für die Gewässernamen Deutschlands.
Han kallades till ledamot av Heidelberger Akademie der Wissenschaften 1948.